# ماریا پاترا
ماریا پاترا (انگلیسی: Maria Patra؛ زادهٔ ۱۷ اکتبر ۱۹۹۸) بازیکن واترپلو زن اهل یونان است.